# Edward O'Brien
Edward Thomas O'Brien, também conhecido como Eddie O'Brien (12 de setembro de 1914 - 15 de setembro de 1976), foi um atleta norte-americano que competiu principalmente nos 400 metros rasos.
Ele competiu pelos Estados Unidos nos Jogos Olímpicos de 1936, realizados em Berlim, na Alemanha Nazi, no revezamento 4 x 400 metros rasos, onde conquistou a medalha de prata com seus companheiros Harold Cagle, Robert Young e Alfred Fitch.